# Convento de Santa Cruz de Tabladilla
El convento de Santa Cruz de Tabladilla fue un convento de franciscanos descalzos que existió entre 1540 y 1835 en una finca rústica denominada "La Casería", actualmente perteneciente al municipio español de Navaconcejo, en la provincia de Cáceres. El convento fue exclaustrado en la desamortización de Mendizábal y solamente se conservan algunas ruinas dispersas del edificio en su ubicación original, actualmente destinada a cortijo y casa rural.

## Localización
El convento se ubicaba unos dos o tres kilómetros al suroeste de la villa, en una finca denominada "La Casería", donde tras la destrucción del antiguo convento se han construido nuevas edificaciones, destinadas a cortijo y casa rural. En esta zona fluye la garganta de Las Angosturas, afluente por la margen izquierda del río Jerte que nace en el límite con el término municipal de Piornal. Se accede a la finca a través de un camino que sale al este de la carretera nacional N-110.
Durante la mayor parte de su historia, el convento no tenía un vínculo directo con Navaconcejo. En su origen, la finca del convento formaba parte del territorio de la tierra de Plasencia, ya que Navaconcejo era una pedanía placentina y no se separó como villa hasta 1694. Además, según consta en el Catastro de Ensenada, de mediados del siglo XVIII, el convento no pertenecía al término de la villa de Navaconcejo, sino al de un despoblado denominado Peñahorcada. Con la progresiva integración jurisdiccional de los términos de Peñahorcada y Navaconcejo, el convento acabó vinculado a Navaconcejo en sus últimas décadas de historia, mencionándose como parte del término de Navaconcejo en el Interrogatorio de la Real Audiencia de Extremadura de 1791 y en el diccionario de Miñano de 1826.

## Historia
El área en la que se ubicó este convento recibe el nombre de "Tabladilla" porque en el siglo XV pertenecía a un agricultor de Piornal que vivía en una casa hecha únicamente con tablas. Una familia noble compró la finca al agricultor y a mediados del siglo XVI pertenecía por herencia al matrimonio formado por Lope de la Cadena y Mencía de Carvajal, fundadores del convento, que acabarían siendo enterrados en la iglesia conventual. Mencía de Carvajal, que ya es mencionada en documentos de 1519 por haber donado la vivienda que dio origen al convento de San Miguel de la Florida en Plasencia, era sobrina de Bernardino López de Carvajal y Sande, cardenal de Santa Cruz en Jerusalén, en cuyo honor se dio el nombre de "Santa Cruz" al convento de Tabladilla.
El convento fue fundado en 1540. Las obras duraron unos dos años, por lo cual los franciscanos descalzos se instalaron provisionalmente durante unos seis meses en una casa que había en la finca. El entonces provincial de los franciscanos descalzos, Pedro de Alcántara, asistió a la entrega del convento en representación de la orden, conservándose una copia de la escritura en el archivo de la parroquia de San Andrés de Navalmoral; el santo alcantarino consideraba a Santa Cruz de Tabladilla su convento favorito, debido a su carácter austero. Aunque era un convento muy pobre, se sustentó durante su época de funcionamiento con el mecenazgo de muchos placentinos, destacando los canónigos Pedro Martín y Francisco de Carvajal, este último hijo de los fundadores; además, contaba con una importante biblioteca que la fundadora había heredado del cardenal Bernardino, y un relicario que se decía que contenía un fragmento del Lignum Crucis.
Según el Catastro de Ensenada de Peñahorcada de 1753, aquel año vivían en el convento 26 frailes: 14 sacerdotes, 4 coristas, 5 legos y 3 donados. En el Interrogatorio de la Real Audiencia de Extremadura de 1791 se menciona que vivían en el convento veintitrés frailes, y que los vecinos de Navaconcejo nunca habían conocido el convento con tan pocos frailes. La población debió descender aún más en la crisis de principios del siglo XIX, pues en 1835 fue exclaustrado en el contexto de la desamortización de Mendizábal y el diccionario de Madoz, de 1849, ya lo menciona como "arruinado casi del todo".

## Estado actual
El edificio está casi totalmente destruido, hasta el punto de que su finca se considera más una zona arqueológica que un monumento histórico. En su ubicación original solamente se conservan algunos restos de muros de mampostería y sillarejo, mientras que en diversos lugares de la finca hay restos de basas, fustes y capiteles y una puerta de cantería en arco de medio punto.
El Plan General Municipal de Navaconcejo de 2021 protege los restos del edificio como monumento de relevancia local, con un nivel de protección urbanística integral, y además marca su entorno como una zona arqueológica.
Frente al estado ruinoso del convento, en el casco antiguo de la villa de Navaconcejo se conserva un edificio del siglo XVII conocido como "La Fábrica", que se usó para elaborar los hábitos de los franciscanos descalzos; este edificio está en pie y es actualmente la casa de cultura de la villa.